# Lloy Ball
Pour les articles homonymes, voir Ball.
Lloy Ball est un joueur américain de volley-ball né le 17 février 1972 à Woodburn (Indiana). Il mesure 2,03 m et joue passeur. Il totalise 355 sélections en équipe des États-Unis.

## Clubs
| Club                           | Pays       | De        | À         |
| ------------------------------ | ---------- | --------- | --------- |
| Indiana-Purdue Fort Wayne (en) | États-Unis | 1995-1996 | 1995-1996 |
| Toray Arrows                   | Japon      | 1996-1997 | 1998-1999 |
| États-Unis                     | États-Unis | 1999-2000 | 1999-2000 |
| Cimone Modène                  | Italie     | 2000-2001 | 2003-2004 |
| Iraklis Salonique              | Grèce      | 2004-2005 | 2005-2006 |
| Zenit Kazan                    | Russie     | 2006-2007 | …         |

## Palmarès
- Jeux olympiques (1)
  - Vainqueur : 2008
- Ligue mondiale (1)
  - Vainqueur : 2008
- Ligue des champions (1)
  - Vainqueur : 2008
  - Finaliste : 2003, 2005, 2006, 2011
- Coupe de la CEV (1)
  - Vainqueur : 2004
- Championnat de Russie (3)
  - Vainqueur : 2007, 2009, 2010
- Championnat d'Italie (1)
  - Vainqueur : 2002
  - Finaliste : 2003
- Championnat de Grèce (1)
  - Vainqueur : 2005
  - Finaiste : 2006
- Coupe de Russie (2)
  - Vainqueur : 2007, 2009
- Coupe de Grèce (2)
  - Vainqueur : 2005, 2006
- Supercoupe de Russie (1)
  - Vainqueur : 2010